# 斯布塞派因 (阿拉巴馬州)
斯布塞派因（英語：Spruce Pine）是一個位於美國阿拉巴馬州富蘭克林縣的非建制地區和人口普查指定地區。根據2010年美國人口普查，該地共人口4080人。

## 地理
斯布塞派因的座標為34°23′31″N 87°43′35″W / 34.39194°N 87.72638°W，而該地最高點為海拔高度313米（即1027英尺）。